# Saint-Denis-sur-Huisne
Saint-Denis-sur-Huisne är en kommun i departementet Orne i regionen Normandie i nordvästra Frankrike. Kommunen ligger i kantonen Mortagne-au-Perche som tillhör arrondissementet Mortagne-au-Perche. År 2022 hade Saint-Denis-sur-Huisne 60 invånare.

## Befolkningsutveckling
Antalet invånare i kommunen Saint-Denis-sur-Huisne
| Referens: INSEE |